# كانتون بيدرو فيسينتي مالدونادو
كانتون بيدرو فيسينتي مالدونادو (بالإنجليزية: Pedro Vicente Maldonado Canton)‏ هو كانتون في الإكوادور، يتبع مقاطعة بيتشينتشا.